# Destil·lació al buit

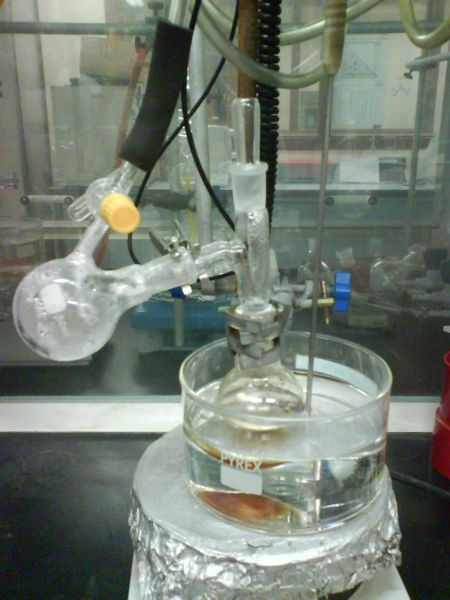
A la pressió atmosfèrica el sulfòxid de dimetil bull a 189 °C. Sota el buit ho pot fer a només 70 °C.

La destil·lació al buit és un mètode de destil·lació on la pressió sobre la mescla líquida a ser destil·lada es redueix perquè sigui menor que la pressió de vapor (normalment menys que la pressió atmosfèrica) que causa l'evaporació de la majoria dels líquids volàtils (aquests amb el punt d'ebullició més baix). Aquest mètode de destil·lació funciona sota el principi que l'ebullició ocorre quan la pressió de vapor d'un líquid excedeix la pressió ambient. La destil·lació al buit es fa servir amb la mescla escalfada o sense.

## Aplicació a escala de laboratori
En el laboratori es fa servir al destil·lació al buit quan els líquids que es vol destil·lar tenen uns punts d'ebullició atmosfèrics alts o canvien químicament a temperatures prop del seu punt d'ebullició atmosfèric. Els materials sensibles a la temperatura (com el betacarotè) també requereixen destil·lar-se al buit per treure’n els solvents de la mescla sense danyar gaire el producte. Una altra raó per la destil·lació al buit es fa servir quan es compara amb la destil·lació al vapor és haver-hi un nivell de residus més baix. Això és important en les aplicacions comercials on la transferència de calor es produeix fent servir intercanviador de calor.
La destil·lació al buit de vegades rep el nom de destil·lació a baixa temperatura.
Com a mesura de seguretat important cal revisar la integritat dels components de vidre dels aparells, ja que podrien explotar durant la destil·lació 

### Sistemes de destil·lació al buit
- L'evaporació rotatòria[5] és un tipus de destil·lació al buit utilitzada per treure els solvents del líquid que es destil·la i per determinar-ne el contingut.[6]

Es fa servir amb un aparell que fa donar voltes el flascó per augmentar la velocitat de la destil·lació
- Triangle de Perkin fa servir una sèrie de vàlvules de Teflon per a permetre aïllar les fraccions destil·lades.

- Tècnica Schlenk que es fa servir en líquids moderadament sensibles a l'aire i l'aigua.

## Aplicacions a escala industrial

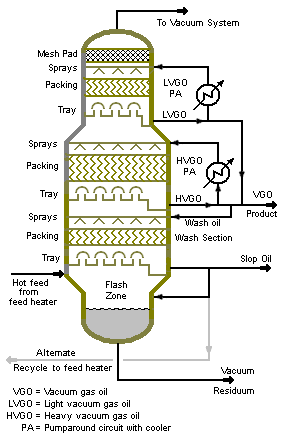
Esquema simplificat d'una columna de destil·lació al buit

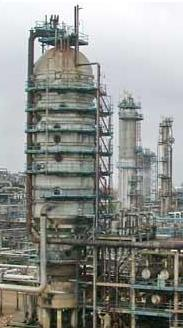
Torre de destil·lació a gran escala en una refineria de petroli

Les aplicacions industrials típiques utilitzen el cicle de la bomba de calor. Es fa servir en la indústria petroliera. Les columnes de destil·lació al buit, en les refineries de petroli, típicament tenen diàmetres entre els 14 i els 50 metres i admeten uns 25.000 metres cúbics de petroli per dia. (160.000 barrils de petroli per dia).
La destil·lació al buit incrementa la volatilitat relativa dels components clau en moltes aplicacions. Com més alta sigui la volatilitat relativa més separables seran els dos components; i això comporta estar menys temps en al columna de destil·lació. Les pressions baixes incrementen la volatilitat relativa en la majoria de sistemes.
Un segon avantatge de la destil·lació al buit és que així calen temperatures menors amb les baixes pressions. En molts sistemes els productes es degraden o polimeritzen a temperatures elevades.
Un altre avantatge de la destil·lació al buit és el reduït cost del capital, ja que pot reduir l'alçada i diàmetre de la columna de destil·lació i, per tant, el cost d'aquesta columna.

## Destil·lació molecular
La destil·lació molecular és la destil·lació al buit per sota de la pressió de 0,01 torr. 0,01 torr és un ordre de magnitud per sota de l'alt buit on els fluids estan en règim de flux molecular lliure. En aquestes condicions la taxa d'evaporació ja no depèn de la pressió. Aquest mètode es fa servir industrialment per purificar els olis.

## Galeria

Aparell simple de destil·lació
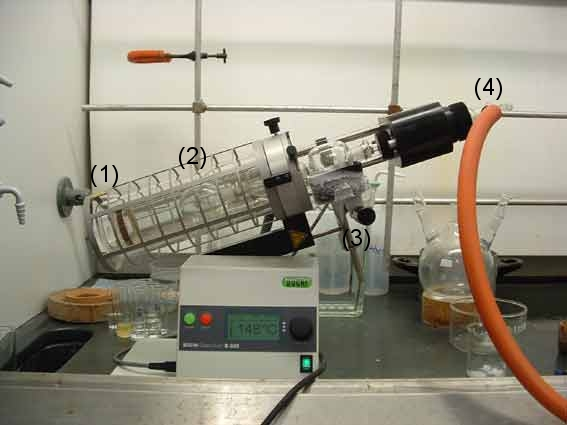
Aparell Kugelrohr
Triangle Perkin